# Tzummarum
Tzummarum (en frison : Tsjummearum) est un village de la commune néerlandaise de Waadhoeke, dans la province de Frise.

## Géographie
Le village est situé dans le nord de la Frise, près de la mer des Wadden et à 5 km au nord de Franeker.

## Histoire

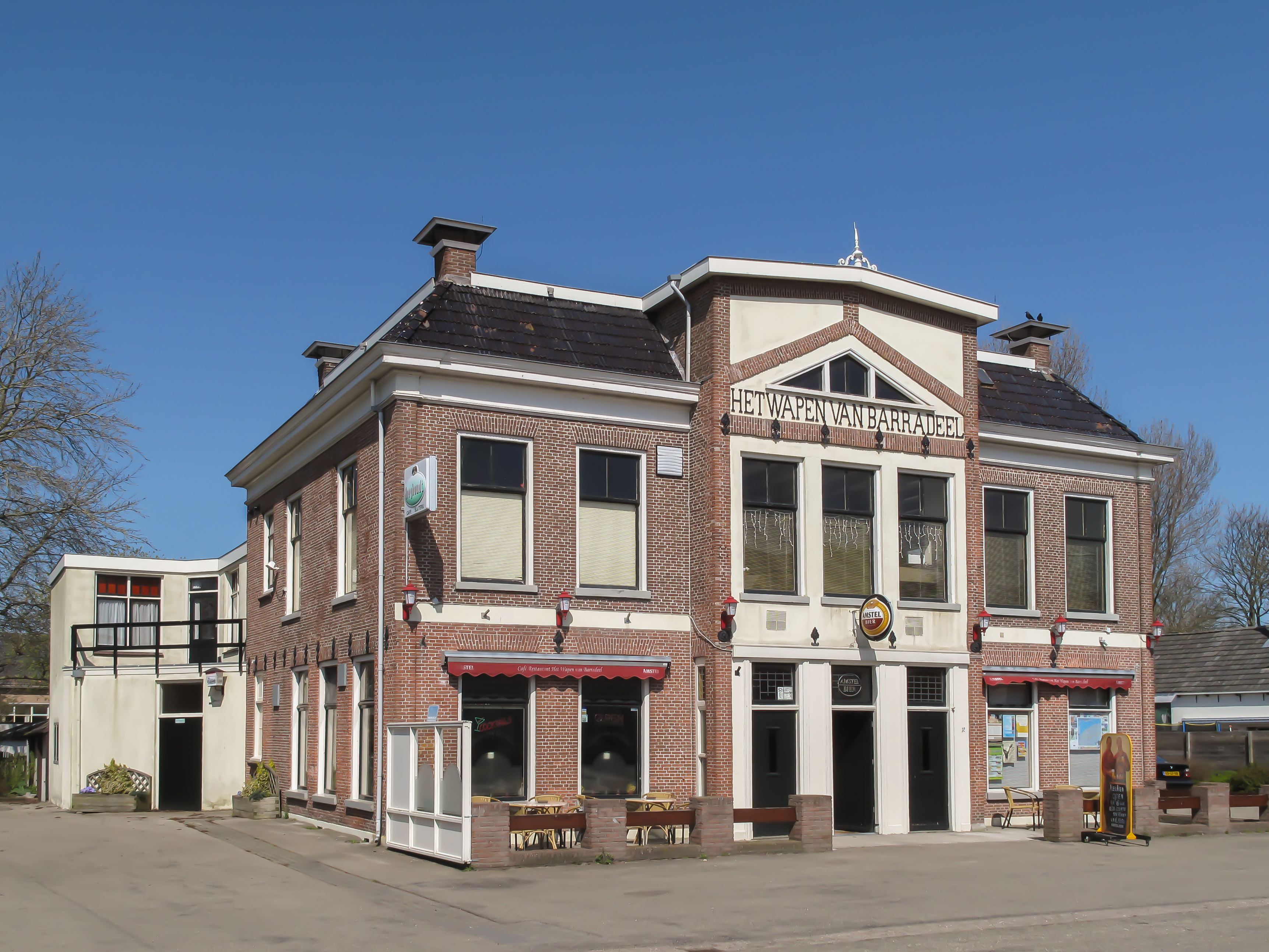
Tzummarum, le restaurant het Wapen van Barradeel

Tzummarum fait partie de la commune de Barradeel avant le 1er janvier 1984 puis de celle de Franekeradeel avant le 1er janvier 2018, où celle-ci est supprimée et fusionnée avec Het Bildt, Menameradiel et une partie de Littenseradiel pour former la nouvelle commune de Waadhoeke.

## Démographie
Le 1er janvier 2018, le village comptait 1 380 habitants.

## Personnalité
- Aletta Jorritsma (née en 1989), rameuse